# La Promenade (pictură de Renoir)
La Promenade este o pictură în ulei pe pânză realizată de Auguste Renoir în anul 1870. Lucrarea înfățișează un cuplu tânăr aflat într-o excursie în afara orașului, mergând pe o potecă printr-o pădure. Influențată de stilul renașterii rococo în timpul celui de-al Doilea Imperiu, La Promenade a lui Renoir reflectă stilul și temele mai vechi ale artiștilor din secolul al XVIII-lea, precum Jean-Honoré Fragonard și Jean-Antoine Watteau. Lucrarea arată, de asemenea, influența lui Claude Monet asupra noii abordări a picturii a lui Renoir.

## Context
Pădurea a fost un subiect popular de peisaj pentru artiștii francezi din secolul al XIX-lea, în special pădurea Fontainebleau. Înainte de Renoir, Claude Monet (1840–1926) a pictat pe Bazille și Camille (Studiu pentru „Déjeuner sur l'Herbe”) (1865), arătând un cuplu în pădure. În 1869, Renoir și Monet au petrecut timp pictând împreună la La Grenouillère. Până în 1870, Renoir locuia în Louveciennes cu mama sa. De-a lungul acestui deceniu, mișcarea de artă rococo din secolul al XVIII-lea a revenit ca stil și Renoir a îmbrățișat-o.Franța a declarat război Germaniei la 19 iulie 1870, declanșând războiul franco-prusac. Renoir a fost recrutat și a servit patru luni în cavalerie, dar nu a luptat niciodată.

## Descriere

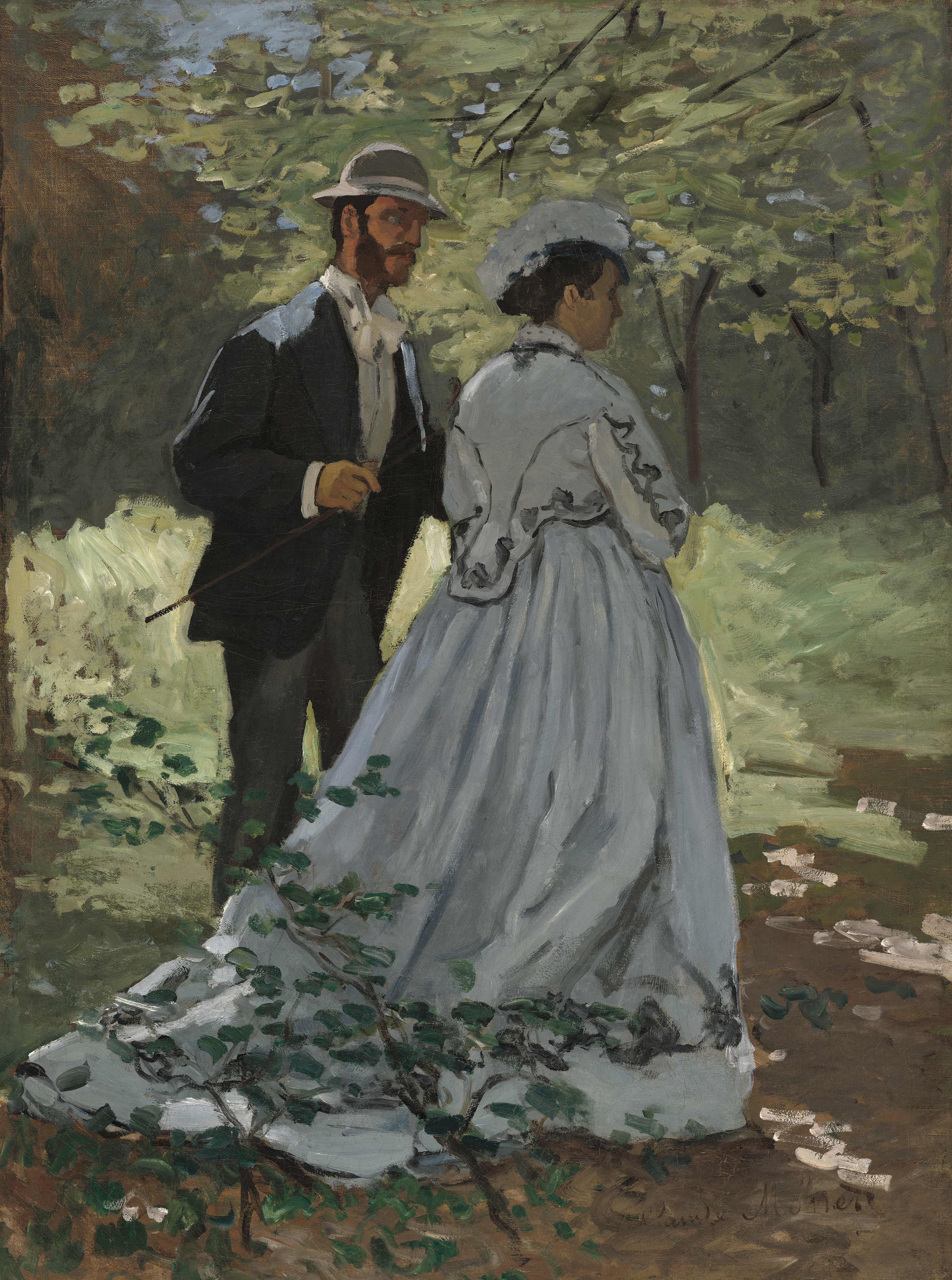
Bazille și Camille (Studiu pentru „Déjeuner sur l'Herbe”) (1865), Claude Monet

Un tânăr, probabil un luntraș, având în vedere căciula lui distinctivă de barcagiu, ține de mână o tânără femeie pe o potecă înconjurată de tufișuri, poate pe malul Senei, cu aluzia unei întâlniri intime viitoare. Imaginea îndrăgostiților care se plimbă printr-o pădure se bazează pe o temă populară rococo. Interpretările modelelor de personaje variază. În general, se crede că modelul femeii din La Promenade a fost Lise Tréhot, modelul preferat și partenera lui Renoir în timpul perioadei sale timpurii. În trecut, se credea că bărbatul din pictură era pictorul peisagist Alfred Sisley (1839–1899), iar femeia era Rapha, o prietenă a muzicianului Edmond Maître (1840–1898).
Titlul original al picturii este necunoscut. A primit pentru prima dată titlul La Promenade de la proprietarii nenumiți ai lucrării când a fost scoasă la vânzare în 1898. Abia în 1941 au apărut întrebări cu privire la titlul original. Se știa că Renoir se opune cu înverșunare titlurilor sentimentale aplicate de alții lucrării sale. „De ce au dat nume picturilor mele, care nu reprezintă niciodată motivul pentru care am pictat un astfel de subiect? Bucuria mea constă în pictură și nu mi-a fost niciodată în minte să pictez un subiect preconceput”, a spus Renoir în ultimii săi ani. Cu toate acestea, Renoir a expus o pictură cu titlul La Promenade în 1876, dar acea lucrare este acum cunoscută sub numele de Mama și copiii.

## Recepția critică
Într-un comentariu pentru expoziția Origins of Impressionism (1994–95), Henri Loyrette scrie că La Promenade „reușește în sfârșit ceea ce Renoir a căutat atât de mult timp și atât de zadarnic: integrarea personajului într-un peisaj”. Loyrette notează influența lui Monet în La Promenade și schimbarea stilului lui Renoir de la Logodnicii (1868).  „Ușurința și delicatețea tusei” lui Renoir aici, conform istoricului de artă John House, amintește de artistul rococo Jean-Honoré Fragonard (1732–1806). Criticii au văzut, de asemenea, influența lui Jean-Antoine Watteau (1684–1721) asupra acestei lucrări, în special în utilizarea de către Renoir a cuplului intim din pădure, un motiv popularizat în scenele găsite în genul fête galante a lui Watteau.

## Alte lucrări
Pe lângă La Promenade, Renoir a explorat teme rococo în mai multe lucrări ulterioare, inclusiv Îndrăgostiții (1875) și Confidențe (1878). În 1883, Renoir a creat un desen intitulat Cuplu pe o colină pentru revista literară franceză La Vie Moderne, bazat pe o variație din La Promenade cu un deceniu mai devreme, dar reproiectat pentru a arăta diferite unghiuri și poziții ale figurilor originale.